# ターゲット・ブルー
『ターゲット・ブルー』（中国語原題：簡体字: 中南海保鑣; 繁体字: 中南海保镖; 拼音: Zhong Nan Hai bao biao、英題：The Bodyguard from Beijing）は、1994年公開の香港映画。
監督はコリー・ユン（ユン・ケイ）。主演はリー・リンチェイ（ジェット・リー）とクリスティー・チョン。殺人事件を目撃し犯行組織から命を狙われる女性と、彼女を護衛するボディガードの青年との間に次第に芽生えていく恋愛模様を織り交ぜたアクション映画。
それまで中国の歴史上の武術家がはまり役となることの多かったジェット・リーが、カンフーだけでなくガンアクションやカーアクションを取り入れた現代物の作風を試みながら、世界的視野での活躍を見据えていた時期の作品群の一つで、「古装片」（時代劇）から、自らの作品世界を反映できる現代的な「動作片」のアクション俳優へ見事に転身できた最初の成功作だと言われている。
プロット的には、その2年前に公開されたケビン・コスナーとホイットニー・ヒューストン共演のラブサスペンス『ボディガード』（1992年）をヒントにした作風となっており、クールでストイックなカンフーの達人という役柄は他のジェット・リー主演作と同様ではあるが、本作ではヒロインとの恋愛に苦悩する様々な戸惑いや逡巡が色濃く描かれ、唯一ラブ・ロマンス要素が見どころとなっているリーの恋愛物でもあるため女性ファンの間で特に人気の高い作品である。
日本では一般劇場未公開の作品だが、1995年の東京国際ファンタスティック映画祭'95に出品され初上映されて好評を得た。また1995年11月10日に劇場公開されたとの情報もある。

## ストーリー
参考出典は。

### 要人警護のエキスパート
北京市にある中華人民共和国国務院警察署下の武装警官部隊の中でも、特殊部隊員として中国政府の要人警護を担う最も優秀なSP技能を持つフイ・チンヨウ（徐正陽）は、南部への研修旅行を前に日々厳しい演習に励んでいたが、上官からその研修前に香港に住む一般女性をボディガードする任務を命じられる。
チンヨウが護衛することになった相手はミシェル・ヤン（楊倩兒）という小学校教師で、殺人現場を偶然目撃してしまったことから犯人組織に命を狙われていた。ミシェルの恋人で彼女の護衛依頼人のジェームズ・ソン（宋世昌）は大企業の大豊グループ会長で、中国政府に多額の寄付をしている大事な人物でもあった。
目撃者はミシェル以外に2人の男性がいたが、2人はすでに何者かに事故死にみせかけられて消されており、ミシェルだけが危うく難を逃れて唯一の目撃証人として2週間後に行なわれる容疑者チュウ（趙）の裁判に出席する予定になっている。チュウは、奇しくも大豊グループと敵対している益輝グループの会長でもあり、チュウが殺した相手は彼の会計士で1億香港ドルを超える不正取引がらみの事件の疑惑があった。そんなチュウは殺し屋を使って裁判までに目撃者ミシェルを殺そうと企んでいる。
北京から香港の九龍駅に着いた軍服姿のチンヨウがミシェルの住む豪邸を訪れた。すでにミシェルの警護をしている現地香港警察の通称ポーことリャン・カンポー（梁鑑波）巡査部長とその相棒のケン（強）に挨拶をすると、チンヨウは早速エキスパート的な態度で警護対象のミシェルとも向き合い、彼女が飲もうとした飲み物をいきなり取り上げ（毒見の前のため）、電子レンジから爆発音がするとすばやくソファをひっくり返しミシェルをそこに入れて周囲を警戒する。
ミシェルの悲鳴で駆けつけたケンが「（チンヨウは）ニセ者だ」と叫んだため、ポーが雇った素人ボディガードたちがチンヨウを捕まえようとするが、チンヨウは赤子の手をひねるように簡単に彼らやポーを押さえ込み、警備中も競馬ばかりに興じているちゃらんぽらんなポーやケンらを圧倒する。電子レンジに卵を入れて爆発させ家政婦に叱られている悪戯っ子のビリー（ミシェルの甥）は、初めて間近で見たカンフー技にしびれ、新たに加わったボディガードが示す叔母ミシェルへの厳しい態度や行動にも「あれこそ本物のプロだね」と1人こまっしゃくれて感心する。

### ミシェルの反発
チンヨウはこの一件を機に、ポーが雇った素人たち10人全員を解散させ、多数に甘んじているだけの彼らの生ぬるい警護を少数精鋭に是正し、豪邸の各所を点検して回って監視カメラを設置する。チンヨウはミシェルの寝室にまで遠慮せずに入り込み有無を言わさず監視カメラを取り付け、窓際に立たずブラインドを常に閉めるよう命じ、ベッドに爆発物が仕掛けられていないか検知器でチェックする徹底ぶりでミシェルを怒らせる。そして身の危険を知らせる緊急時ボタンの付いたペンダントヘッドをミシェルに渡した。
小学校の仕事も2週間休職させられ、どこにも外出できず行動の自由が制限され部屋の中も始終監視される息苦しさからだんだん耐えられなくなったミシェルは、不満を爆発させ人権侵害だと激しくチンヨウに反発する。ミシェルは恋人のソンにも電話で窮状を訴え、北京から来たSPを変えてほしいとごねたり、あなたが来ればSPなんか要らないと仕事で忙しいソンに明日すぐに家に来るよう無理を言ったりする。ソンは金銭的にはミシェルに何不自由なく生活させていたが、会えない期間が多く彼女に寂しい思いもさせていた。
チンヨウの方もわがままなミシェルに手を焼き、護衛の任務を自分以外の者に交替してもらってもかまわないとソンに願い出るが、短い期間だからと引き留められる。裁判まであと2日の頃、犯人チュウは「女をまだ始末できないのか」とケンの携帯に電話を入れ、「ボディガードの警戒が固すぎる」とケンは報告する。ケンは普段はポーと馬券買いに夢中になっている気のいい刑事だが、チュウに内通している者だった。
ある日の夜ミシェルはベランダから抜け出し、庭に偶然いたケンの車で友達の誕生日パーティーに行こうとするが、チンヨウに見つかってしまった。ミシェルは友達が失恋して自殺しそうだから止めにいくと説明するが、彼女の電話を盗聴していたチンヨウにはその嘘は通用しない。友達との電話まで聞かれていたことに人権侵害だと怒り狂うミシェルに、「恋人が金持ちだからといっていい気になるな」とチンヨウは一喝し、金で相手を選んだと思われていることに傷ついたミシェルは「彼が金持ちなのは私と何の関係もない」と反論するも、「金持ちの女だから警備が何人もいる」と事実を言われて泣いてしまう。
そんな反目し合う2人の険悪なムードの中、チンヨウのSP任務完了となるチュウの裁判日が来るが、チュウが仮病を使って突然入院したため、裁判が1か月先にまで延期となってしまった。まだまだ1か月も外出禁止が続くことになったミシェルは、我慢しきれずに買物に行きたがり、ビリーを連れてポーとケンだけの護衛でデパートに出かけ、チンヨウも自分の言うことを聞かない彼女の勝手にさせた。

### デパートでの銃撃戦
しかし、案の定デパートで服を選んで試着室にいるミシェルは、隣の試着室に入った殺し屋に狙われ、間一髪のところ、密かに後を追って来ていたチンヨウに助けられる。その頃TVゲーム売場に向う途中に学校の悪ガキ仲間に会って玩具の水鉄砲をからかわれたビリーは、彼らに自慢したくて、それをポーの本物の38口径拳銃とこっそり入れ替え、本物だぞと見せるが本物だと信じないガキ連中はそれで遊んでいるうち弾を発砲してしまい、その音でデパートの客らはパニックになって一斉に逃げ出す。
そんな大混乱の中、デパートの従業員や清掃員、一般客になりすました殺し屋たち（彼らは皆お互いの目印として胸ポケットに赤いペンと普通のペンを2本刺している）が各所から次々と出没しミシェルを狙ってくる。チンヨウはミシェルに「背の高い人間の後ろを通れ」と逃げるコツを教え、彼女を抱きかかえながら超人的なガンさばきで、襲ってくる殺し屋たちを百発百中で撃ち殺していく。
ときには違う服を羽織らせて彼女を逃がしながら少し離れたところで殺し屋を仕留めるチンヨウは、彼らの目をくらますため、吹き抜けの天井に吊されたブルーと白のたくさんの飾り風船をわざと落とし、見つかりそうになったミシェルをスケートボードに寝そべって救い出す。そしてミシェルを車に乗せる寸前の2人の前に立ちはだかろうとするガードマンのふりをした殺し屋を制止しようとポーが守りに来るが、玩具の水鉄砲だったため逆に殺し屋に1発撃たれてしまう（防弾チョッキを着けていたため助かる）。チンヨウは発車した車の中からすかさずその殺し屋に7発くらわし急いで邸に戻る。

### 恋の始まり
奇跡的に足の軽い怪我だけで済んだミシェルは、チンヨウに怪我の手当してもらいながらお礼の言葉を口にし、自分の行動の軽率さを恥じ入る。2階で泣いているビリーも、自分のせいでポーが危険にさらされたことを謝った。チンヨウは「男は簡単に謝るな」と言い、かつて少林寺で修行をしていた8歳の友達トン（東）が、悪さをするたび謝って師父から許されているうち、ある日忍び込んだ書庫で誤って出火させ、逃げて謝りに寺に戻るも師父が火事ですでに死んでいたという辛い体験をしそれ以来、安易に謝ることをしなくなったという話をビリーに物語る。それがチンヨウ自身の悲しい実体験からきた教訓だと影で聞いていたミシェルには分かり、チンヨウの後ろ姿に向って「一度だけ言わせて。ごめんなさい」と言うと、振り向いた彼はミシェルの笑顔をみて微笑み返す。
一方、デパートでのミシェル襲撃未遂で義弟の王建国（ガードマンに扮装していた殺し屋）が死んだことを悲しむ殺し屋ウォン・キンクォン（王建軍）は、香港警察の遺体安置所に押し入り職員らを銃剣で皆殺しにして義弟の遺体を略奪していく。ウォンは中国人民解放軍陸軍特殊部隊の元隊員で義弟は同じ戦地で戦った同志でもあった。その戦地で義弟がウォンの危ういところをかばい敵の銃弾を肩で受けとめてくれた時から、ウォンにとって彼はかけがえのない本物の弟になっていた。ウォンは自分の手で弟を火葬し弔いながら弟に7発もの銃弾を浴びせ殺したチンヨウへの復讐を心に固く誓う。ウォンもまたチュウに金で雇われた殺し屋だったが、この一件でチンヨウへの個人的怨みだけが強い動機となった。極秘となっているチンヨウの経歴を調べ上げたウォンはチンヨウの元にFAXで殺害予告をする。
チンヨウに恋し始めたミシェルはある雨の日、プールサイドの監視カメラを梯子に乗って点検するチンヨウの後ろからそっと傘を差し出す。危ないぞとチンヨウに注意されながらも、あなたがいるから大丈夫と甘え、SPになった動機や家族構成などチンヨウのことをミシェルは知りたがるが、「仕事中だ」「国家機密で言えない」と相変わらずそっけない彼だった。そこでミシェルはわざと梯子を踏み外し、とっさにチンヨウに抱きすくめられ守られていることに酔いながら、「恋人はいるの？ きっといないわね」「私じゃダメ？」と冗談めいて言ってみる。就寝前にチンヨウがベッドを点検に来た時には、彼のために購入したベージュのカジュアルスーツをプレゼントし幸せそうに床につく。

### ソンの嫉妬
そんなミシェルの変化に、SPを交替しろと全く言わなくなった彼女との電話のやり取りの雰囲気でソン会長も何かを察し始める。ミシェルの誕生日の夜、ビリー、チンヨウ、ポー、ケンのみんながミシェルを祝い食卓で和やかにしている時、ソンからの花束が届けられ、そのすぐ直後に彼からのおめでとうコールが来た。実は今、窓の前に来ているから今からレストランで食事をしようという急なソンの登場に喜びつつも、ミシェルは無意識にチンヨウの顔色を窺ってしまう。
レストランに着き、テーブルの上でソンが手を握っても、それをメニュー表でとっさに隠し、背後にいるチンヨウがそれを見ていなかったか気にするミシェル。その彼女の動揺や見ていなかった振りをするチンヨウの微妙な表情の変化、食事中も上の空のミシェルの様子に、ソンはミシェルがチンヨウに恋しチンヨウもまた同じであることを確信した。ソンは、トイレから戻ったミシェルに、今夜はこのまま北京にまた行かなければならないが来週家に帰ることと、チンヨウの任務は来週でもう終了にすることを告げ、無言の制止かのようにチンヨウに握手を求めてお礼を述べた。
家に戻る帰り道、後部座席の悲しげなミシェルは運転席のチンヨウをバックミラー越しにじっと見つめ、チンヨウもミラーに写るミシェルを見て目が合い、お互いあわてて視線をそらす。そんなミシェルとチンヨウの微妙な雰囲気に気づいたビリーはにんまりし、2人の同じ気持を察した。帰宅してキッチンコーナーで孤独に飲み物を作っているチンヨウにビリーは気を利かすかのように照明を暗くし、おやすみと彼だけ残して自分の部屋に去っていく。

### ミシェルの告白
間接照明だけが灯るリビングのソファに移動しマグカップの飲み物を飲むチンヨウは、レストランでの一件で、いつのまに自分もミシェルに惹かれていることをはっきり自覚し、私情と任務の間で気持が揺れ動く。そしていつものように小型モニターで監視カメラの映像をチェックし、ミシェルが寝室にいないことに気づいてモニターを切り替えていくと、リビングの自分の後方から笑顔で少しずつ近づいてくる彼女が映っている。どぎまぎしながらあわてて立ち去ろうとするチンヨウに、ミシェルは彼のために購入した自動巻き腕時計をプレゼントし、その場で彼の右手首にはめてあげた。チンヨウにお礼を言われ2階の部屋に戻るミシェルは「香港に残りたいと思わない？」と彼に訊ねてみるが、チンヨウはうろたえぎみに「いいや」と目を泳がせながら否定する。
再びソファに座りミシェルの寝室の灯が消えてしまったのを切なそうに見上げたチンヨウは、彼女がくれた腕時計をしばらく眺め、左手首にはめていた自分の手巻き式腕時計をはずす。その時、危険を知らせるミシェルからの緊急ベルが鳴り、あわてて彼女の部屋に飛んでいくチンヨウ。拳銃をかまえ警戒するチンヨウに、間違って鳴らしたと謝るミシェルだが、それは彼に会いたいための口実だった。戻ろうとするチンヨウの手首をつかんで引き止めるミシェルは「あなたが好きよ」と告げじっと彼を見つめる。驚いた表情で手を放すチンヨウに「素直すぎた？」と心配になるミシェル。「いや」と答えて彼女を見つめ返して顔を近づけたチンヨウは窓のブラインドを閉めに行き、それが合図かのようにミシェルも背後のドアを後ろ手に閉めた。
そのとたん「そんなつもりじゃ……」とあわててブラインドを開けるチンヨウに、ドアを後ろ手で開けながら「私だって」と、またチンヨウに顔が近づいてしまったミシェルはキスしてほしいと懇願するような顔で彼を見つめ、どうしても彼に出て行ってほしくなくて再び後ろ手でドアを徐々に閉めていき、壁のスイッチの電灯も消した。白いネグリジェ姿のミシェルは薄明かりの中、愛を訴えるようにチンヨウをじっと見つめつづけ、ゆっくりと彼に接近していく。チンヨウもそれに応えるような真剣な眼差しで彼女を見つめつづけ背後のブラインドの紐をつかんでゆっくりと閉めていった。だがミシェルと最接近したチンヨウは、すんでのところで「おやすみ」とだけ言い残してすばやくドアから出て行ってしまう。残されたミシェルは緊張の糸が切れたように背をドアにもたれ荒い吐息を吐く。

### 凄腕殺し屋ウォン一団の襲来
その後チンヨウはプールサイドでやけ食いし、ミシェルへの気持と任務との板挟みになっている自分の悩みを隣にいるポーに見抜かれる。かっこつけないで、もっと自分の気持に素直にならないと後悔するぞと言われたチンヨウは、ポーの悩み（息子がアメリカに留学する学費が足りないこと）や、刑事の仕事の多忙で女房を寂しくさせて他の男に彼女を取られてしまったポーの離婚の経緯も聞き、女房に冷たかった過去の自分が今のおまえだと言われてうなだれる。そして再びミシェルからの緊急ベルが鳴り、このチャンスを逃すと後がないぞとポーに言われてもチンヨウは知らぬふりを決めこもうとするが、その直後に銃声が響く。
チンヨウがすばやく飛んでいくと、ミシェルとビリーはケンに部屋から救い出されて、殺し屋たちにケンが1人で応戦しているところだった。彼らはウォンが率いて忍び込んだ殺し屋たちで、チンヨウは階段の上からたちまちその場の多数を百発百中で撃ち殺す。そこに「さすが速いな」と言いつつ銃剣使いの凄腕ウォンが目の前に登場し、チンヨウとウォンたちとの本格的な銃撃戦の攻防が始まった。
リビングの間接照明の電源を全部落としたチンヨウは、懐中電灯を投げたりテレビをリモコンで突然つけたりする一瞬の光で、殺し屋たちの位置を確認するやいなや早業で彼らを百発百中で仕留めるが、ウォンだけはそう簡単にはいかない。一方、ウォンに何発も銃撃されていたケンは死に際に、ポーにアメリカ留学する息子のためのお金を譲り、ミシェルには自分が密かに胸に入れていた彼女の写真にサインしてほしいと言い残し、それにミシェルがキスするのを見届けて絶命する。
相棒が殺された怒りでポーはやみくもに銃を発砲するが、それで隠れていた場所が分ってしまい、蛍光シューズを履いていたビリーは足首を撃たれてしまう。ミシェルはビリーと一緒にソファの影に身を隠して息をひそめているが、彼女が落としていた緊急ベルをウォンが踏んでしまっため、自分の位置を察知されてしまったチンヨウは銃弾をかわしながら受信機を捨て、それをウォンが手にする。受信機の音がする方向に向うミシェルは、ウォンをチンヨウだと勘違いして近づいてしまい捕まりそうになって逃げまどう。

### ウォンとの一騎打ち
そこでチンヨウは賭にでて、わざとガス栓を開いて部屋を電気で明るくすると自らの拳銃をキッチンテーブルに置いて見せ、拳銃を発砲すれば部屋が爆発するぞとウォンたちを脅す。チンヨウ同様に命知らずのウォンはそれにひるむことなくチンヨウに銃口を向け、配下の殺し屋どもにも一斉にチンヨウめがけ発砲するよう命令するが、他の者たちは自爆したくないためウォンの拳銃をみんなで取り上げた。その瞬間すかさずチンヨウは包丁をダーツのように彼らに投げつけて刺し殺し、ポーもウォンを狙って突進するも殴られ気絶してしまい、ウォンとチンヨウとの一騎打ちのカンフー対決となる。
ガスが充満し息苦しくなる中、苦しみを緩和する水道水をめぐる攻防もある2人の死闘は互角の様相で激しく続き、ブラインドを使ったチンヨウの高速の翻子拳でかなりダメージを受けたウォンがついに飛ばされ仰向けに倒れるチャンスが来るが、そのすぐ横にはビリーが息を潜め、横のソファに影にはミシェルもいた。チンヨウは、ウォンが銃剣をビリーに突き刺そうとする瞬間、割れたドア硝子からダイブしてビリーを守るが、左胸近くに銃剣が刺さる。チンヨウを心配し泣き叫ぶミシェルを盾にしたウォンは、彼女の頭に銃を突きつけ、チンヨウを挑発する。
その時、家の鍵を開けてソンが入って来た。充満しているガスに咳き込むソンはミシェルの危険に驚いて、連中（チョウたち）の倍額を出すから助けてくれとウォンに懇願するも、弟を殺したチンヨウへの怨みしかないウォンには金を通用しない。ミシェルにも7発銃弾を浴びせて殺すと宣言するウォンは「体を張って女を守ってみろ」と再びチンヨウを挑発する。チンヨウがミシェルに一歩一歩近づくと、ウォンが銃をかまえながら後方に下がりミシェルの頭めがけて発砲。その瞬間、チンヨウは飛んでミシェルの盾となり右胸に銃弾が当った。
本当に身を挺して女を守って倒れるチンヨウに、「敵に回すには惜しい男だ」とウォンは少し畏怖の表情を見せるが、まだ6発あると次を発砲。その瞬間ミシェルはとっさにチンヨウを助けようと彼に覆い被さった。だが瞬時にそれをチンヨウが翻し自分の背中で銃弾を受け止めながら、左脇に刺さっていた銃剣をウォンめがけて飛ばして喉元に命中させる。ウォンは絶命するが、チンヨウもまた瀕死の状態で意識朦朧とし、彼を抱きながら「いやよ、私を1人にしないで」と泣きじゃくるミシェルは、チンヨウの名を絶叫し続ける。
とっさの時に銃弾に怯えて何もできなかったソンは、その光景を茫然と見つめ、自分の想像以上にミシェルがチンヨウを愛し、チンヨウもまたボディガードの域を超えて彼女を守り抜いたことにただ黙って瞠目するしかなかった。

### 別れ
香港と中国の国境線上で、ビニールで包まれているチンヨウの拳銃が、イギリス指揮下の香港警察から中国警察に手渡され、チンヨウ（姿は見えず、彼の生死はあえてぼやかされている）が乗っている車が北京に向け今まさに出発しようとしている。そして中国側からは、チンヨウがボディガードの依頼金として初日に受け取っていた50万ドルが入った小型トランクがポー宛てに渡された。
その頃、最後に一目でもいいから会いたいと願うミシェルを乗せた車をソンは国境へと急いで走らせていた。あの惨劇の日から後にチンヨウはソン宛てに「私は弾を体で受けるべく訓練された人間です。ソンさんが逃げたのは当然の反応です」「彼女を寂しがらせないで」というメッセージを残し、トランクに入ったポー宛ての手紙には「ポー、この金を息子さんの学資の足しにしてくれ」と残し、ポーは涙ぐむ。そしてトランクの中には、ミシェルに渡してほしいという緑の小箱があった。
ミシェルとソンが国境線に到着した。ソンが自身の通行許可証を見せ中国警察側に走り寄り一目会わせてくれと申し入れるが拒絶されて、チンヨウを乗せた車が出発してしまう。チンヨウの名を呼び悲しみに暮れるミシェルに、ポーがチンヨウからの小箱を渡した。それはミシェルがチンヨウにプレゼントした腕時計の箱だった。
自分の贈り物が返されたと思ったミシェルは、さらに悲しそうに恋しいチンヨウの名を呟いて涙ぐむが、中身を開けるとそこにはチンヨウが愛用していた手巻き式の腕時計があり10時9分5秒を指して止っている。その時計に込められたチンヨウの思いがすぐに分かったミシェルは一瞬明るい表情になり、チンヨウが行ってしまった前方をいつまでも見つめながら彼に届くよう大きな声でチンヨウの名を叫んだ。そしてその声が届いたかのように、大空の上にはためく中国国旗を背景にした軍服姿のチンヨウが精悍な表情で振り返り、優しげに遙か彼方を見つめつづける。

## キャスト
※役名の英語表記はグローバル版あるいは米国版の役名。
フイ・チンヨウ（徐正陽、Allan Hui Ching-yeung、John Chang）
演者：李連杰/リー・リンチェイ（ジェット・リー）
北京のナンバーワンSP。中国人民武装警察部隊の特殊部隊員で、中国政府の要人警護のエキスパート。カンフーの達人で拳銃の腕前も一流。1965年8月生れ。時には独自のとっさの判断で暗殺者を混乱させるため警護対象に銃を突きつけるイレギュラーな行ないをして上官に注意されることもあるが、身を挺して警護対象を守るという強い信念も持っている。少年時代は少林寺で修行をしていた。手巻き式の腕時計をしている。
殺人事件の目撃者ミシェル・ヤン（楊倩兒）を警護するため香港に派遣され、初日にミシェルの弁護士（彼女の恋人ソン会長の代理人）を通じてソンからの依頼金50万ドルを受け取るが、政府上官の命令で来たため金は必要ないとも言う。気の強いミシェルと最初は互いに反発し合うが、やがて心の中で相思相愛になり私情と任務の間で悩むことになる。
デパート襲撃事件の時にはブルーのスーツを身につけ、最後のミシェルの誕生日の日には、ミシェルからプレゼントされたと思われるベージュのカジュアルスーツを身につけていた。
ミシェル・ヤン（楊倩兒、Michelle Yeung）
演者：鍾麗緹/クリスティ・チョン
香港在住の小学校（インターナショナルスクール）教師で独身。唇のぽってりした妖艶な美女。身長165センチ、体重48キロ。血液型はO型で戌年の乙女座。1970年生れ。恋人のジェームズ・ソン（宋世昌）が金持ちのため、プール付の豪邸に住んでいる。誕生日に24歳になる。
軍服姿で現れたボディガードのチンヨウの厳格さに最初は反発し、人権侵害・プライバシー侵害だとわめき散らすが、デパートでの襲撃事件でチンヨウに完全に守られ、彼の誠実な人柄が分るようになる。恋人のソンのこともそれなりに愛してはいたが、チンヨウに四六時中守られているうちに彼のことを本気で好きになってしまう。
レオン・カンポー、通称ポー（梁鑑波、Fat Po、Charlie Leung Kam Po、Sergeant Lau）
演者：鄭則仕/ケント・チェン
香港警察の警官で巡査部長。ミシェルの警護を担当。太っちょの三枚目キャラで40歳くらい。アメリカ留学する息子の学資ため競馬で一攫千金を夢みている。若い頃は敏腕警官だったと自称していて、実際デパートでの襲撃事件の時には階段の手すりを身軽に滑っていく運動神経の高さを見せている。ソン会長からの依頼金をもらったチンヨウに比べ、香港警察の自分たちも同じ公僕ではあるがイギリスが支配する香港政庁下で安月給であることを愚痴る。
ミシェルの甥ビリーと仲が良く、本物そっくりの玩具の水鉄砲をプレゼントしてやる。SPチンヨウの振舞いのかっこよさに見とれるビリーに、自分もかっこいいところを見せたくて下手なカンフーのポーズを取ったりダーツを披露したりする。ダーツの腕前だけは本物だったが、滑り落ちたダーツ板を瞬時に止めたチンヨウはさらにその上だった。
ちゃらんぽらんに見えるが苦労人のため、恋と任務との間で苦悶するチンヨウの悩みにすぐに気づく。俺も若い頃は太ってなくてお前みたいにかっこよかったんだぞと嘘みたいなことをチンヨウに言う。
ウォン・キンクォン（王建軍、Killer Wong、Wang Wenjun）
演者：倪星/イー・シン（コリン・チョウ）
中国陸軍特殊部隊出身の凄腕の殺し屋。27歳。身長173センチ。中国人民解放軍では第33部隊にいた。同じ軍の義弟とともに中越戦争を戦った。殺し屋稼業の武器にも特殊部隊時代の銃剣を使う。この銃剣は刃先に3つの窪みがある。同じ殺し屋の義弟をチンヨウに殺された怨みから復讐を誓う。目的のためには、遺体安置所の弱い職員たちを容赦なく銃剣で殺し、無関係な初老の男まで、ミシェル邸の裏の森の木にくくりつけて爆弾を仕掛けておき、おびき寄せたチンヨウがそれを取ろうとする際に爆発するよう仕掛けて挑発する非情な面もある。
ケン（阿強、Keung、Ken）
演者：梁榮忠/ジョーイ・レオン
香港警察の警官。レオン・カンポーの後輩で若い相棒。20代後半。警備中でもポーと一緒に馬券買いに興じている。ミシェルが目撃した殺人事件の犯人チュウに邸内の様子を密告していたが、次第にミシェルを好きになり彼女のアルバムから写真をこっそり盗んで、いつも胸の内ポケットに彼女の写真を入れていた。最終的には本来の刑事の仕事に専念し、彼女を守ろうとして殺し屋ウォン・キンクォンに銃撃されて死ぬ。
ジェームズ・ソン（宋世昌、James Shong Sai Cheung）
演者：伍衛國/ローレンス・ン・ワイ・クォック
大企業ダイファン（大豊）グループの御曹司で現会長。40歳くらい。ミシェルの恋人。ミシェルのために何でも買ってあげられる裕福な男。ミシェルをチュウから守るため、北京のナンバーワンSPチンヨウを中国政府に依頼して派遣してもらう。仕事が忙しくてミシェルの側にいてやれなかったが、チンヨウとミシェルが浮気しているのではないかと勘ぐり、ミシェルの誕生日の日のディナーで、急に来週から家に戻ると言い出し来週でチンヨウを辞めさせようとする。
ビリー（比利、Billy Yeung）
演者：朱威廉/ウィリアム・チュー・ワイリム
ミシェルの甥。ミシェルの姉の子で一時的にミシェル邸に預けられている小学生の男児。9歳くらい。いたずらっ子でおっちょこちょいなため、なついているポーの拳銃の弾を抜いてしまったり、電子レンジに卵を入れたり、ミシェルがシャワー中に緊急ベルを押したりして騒ぎの元を作る。
新しく来たSPチンヨウからカンフーを教えてもらいたくて自己紹介し、コレクションしているドラゴンボールのカード（1,000ドル以上の価値がある）と引き換えに取引しようとするが、車両点検に余念がないチンヨウに無視される。それでも、そんな子供の戯言に付き合わないチンヨウのクールな態度や立ち去り方を見て無邪気に「超かっこいい」と惚れ惚れする。ミシェルとチンヨウの恋に気づくませた面もある。
チュウ・コック・マン（趙、Chiu Kwok Man）
演者：黃錦江/ウォン・カムコン
会計士殺害事件の犯人。50歳くらい。ソンの大豊グループと敵対しているイーファイ（益輝）グループの会長。ミシェルを殺そうとしている黒幕で、時々ケンの携帯に電話を入れる。
ウォン・ヂァンクォ（王建国）
演者：サム・カイセン・ファン、ホアン・カイスン（黄海仙）
殺し屋ワン・ウェンジュンの義弟。同じく殺し屋。デパートでガードマンのふりをしてミシェルとチンヨウを殺そうとしたがチンヨウに銃撃される。
デパートにいた買い物客
演者：元奎/コリー・ユン（監督のカメオ出演）
ビリーの友だちの悪ガキ連中が拳銃で遊んでいるところに通りがかり、頭を小突いて注意する中年の客。

## スタッフ
- 監督：コリー・ユン（元奎）
- 製作：リー・ヤンチュン（李陽中）
- 製作総指揮：
- 脚本；ゴードン・チャン（陳嘉上）、チャン・キンチョウ（陳健忠）
- 撮影：トム・ラウ（劉満棠）
- 編集：アンジー・ラム
- 美術：ジェーソン・マク
- アクション指導：コリー・ユン（元奎）、ユエン・タク（元徳）
- 音楽：ウィリアム・フー（中国語版）（胡偉立）
- 主題歌：「不要躲避我的眼睛」（粵語）、「請你看著我的眼睛」（國語）
  - 歌唱：リンダ・ウォン（王馨平）
  - 作詞：アルバート・レオン（林夕）
  - 作曲：ウィリアム・フー（胡偉立）

## 評価・エピソード
『ターゲット・ブルー』は、ケビン・コスナーとホイットニー・ヒューストン主演の『ボディガード』（1992年）からヒントを得た作品なため、香港版ボディガードと呼ばれることもあるが、『ボディガード』と異なる点は、『ターゲット・ブルー』の主人公のボディガードがヒロインと肉体関係を持たずプラトニックな恋のままヒロインを守る点と、ヒロインも彼をかばって身を挺する場面がある点、主人公の生死が定かではなく最後の別れの場面が余韻を残している点などがあり、その余韻を残した切ないエンディングが評判となった。
ヒロインと関係を持ち、その事後で反省して一悶着ある『ボディガード』と、ストイックなままで終盤に向う『ターゲット・ブルー』とでは観客の好みが分れる面もあるが、あらゆる音楽賞を総なめにしたホイットニー・ヒューストン歌唱の劇中楽曲の出来は別格として、ジェット・リー演じるボディガードのアクロバティックなガンアクションは、ケビン・コスナーのボディガードに引けを取らず、「守る男」のかっこよさが出ていたと評価されている。
東京国際ファンタスティック映画祭'95上演時でも、映画自体のプロット的には、本家の『ボディガード』を凌いでいたという声もあり、ストイックなリーのボディガードの方がずっと本物のボディガードらしいという評もあった。また女性目線としてはリーのボディガードの方に守られたく、「『ターゲット・ブルー』を観てしまった以上、『ボディガード』のケビン・コスナーはお断り」という感想も聞かれた。
そして『ターゲット・ブルー』の一つの見せ場となっているヒロインの誕生日の夜の恋愛心理の描き方に関して特に支持が厚く、ヒロインへの恋情と任務との間で悩む主人公の様々な表情や逡巡を演じたジェット・リーの珍しい姿が見られる唯一の作品でもあるため、より一層女性ファンからの人気が高く、「隠れた名作」とも評されている。
そうした評価をジェット・リーの来日時に記者が本人に伝えるも、当の本人はその話に全く乗ってこず拍子抜けしたという。
『ターゲット・ブルー』は、新たに数多くの女性ファンを獲得しただけでなく「現代ロマン・アクションの傑作」とも評され、それまで中国の歴史に伝わる武術家の活躍や武侠小説のヒーロー物などを描いた「古装片」（時代劇）で成功することが多かったリーにとって大きなターニングポイントとなった作品で、自身の作品世界を見事に開花させ、現代的な「動作片」への転身ができた最初の成功作だとも評価されている。
また、凄腕の殺し屋を演じ、リーとの迫力ある死闘アクションを繰り広げた武術家イー・シン（コリン・チョウ）の存在感も特筆すべきものがあり、悪役にしておくにはもったいないほどかっこよかったと評価された。コリン・チョウはその後もリー主演の『D&D 完全黙秘』（1995年）や『冒険王』（1996年）で共演し、『冒険王』では再びリーとの激闘を演じている。キアヌ・リーブス主演のハリウッド映画『マトリックス リローデッド』（2003年）では、出演オファーを断って『ザ・ワン』（2001年）に主演したリーの代わりにセラフ役を演じた。
なお、当時『ターゲット・ブルー』は「映画の中で描かれるような状況は現実にはありえないから」という理由で中国では上演禁止となった。こうした中国政府の検閲に対してリーは「検閲のために、作られるのは昔の中国の話ばかりだ」、「観客が十分に現実と映画の違いを理解できるといい。映画ではすべてがリアルである必要はないんだから」と後年にコメントしている。